# Shine/Ride on
SHINE/Ride on – trzynasty singel południowokoreańskiego zespołu TVXQ, wydany w Japonii 19 września 2007 roku przez Rhythm Zone. Został wydany w trzech edycjach: limitowanej CD+DVD, regularnej CD i „Fan Club Members Only”. Osiągnął 2 pozycję w rankingu Oricon i pozostał na liście przez 6 tygodni, sprzedał się w nakładzie 41 978 egzemplarzy w Japonii i 12 355 w Korei Południowej.

## Lista utworów

### CD
| CD | CD                                   | CD     | CD                                                                  | CD                       | CD      |
| Nr | Tytuł utworu                         | Tekst  | Kompozycja                                                          | Aranżacja                | Długość |
| -- | ------------------------------------ | ------ | ------------------------------------------------------------------- | ------------------------ | ------- |
| 1. | „SHINE”                              | H.U.B. | REO                                                                 | AKIRA                    | 4:32    |
| 2. | „Ride on”                            | H.U.B. | Philippe-Marc Anquetil, Christopher Lee-Joe, Iain James Farquharson |                          | 3:28    |
| 3. | „Lovin' you” (Haru's"deep water"mix) | H.U.B. | Mikio Sakai                                                         | Harukawa Hitoshi (remix) | 5:42    |
| 4. | „SHINE” (Less Vocal)                 |        | REO                                                                 | AKIRA                    | 4:32    |
| 5. | „Ride on” (Less Vocal)               |        | Philippe-Marc Anquetil, Christopher Lee-Joe, Iain James Farquharson |                          | 3:28    |

### CD+DVD
| CD | CD                     | CD     | CD                                                                  | CD        | CD      |
| Nr | Tytuł utworu           | Tekst  | Kompozycja                                                          | Aranżacja | Długość |
| -- | ---------------------- | ------ | ------------------------------------------------------------------- | --------- | ------- |
| 1. | „SHINE”                | H.U.B. | REO                                                                 | AKIRA     | 4:32    |
| 2. | „Ride on”              | H.U.B. | Philippe-Marc Anquetil, Christopher Lee-Joe, Iain James Farquharson |           | 3:28    |
| 3. | „SHINE” (Less Vocal)   |        | REO                                                                 | AKIRA     | 4:32    |
| 4. | „Ride on” (Less Vocal) |        | Philippe-Marc Anquetil, Christopher Lee-Joe, Iain James Farquharson |           | 3:28    |

| DVD | DVD                  | DVD     |
| Nr  | Tytuł utworu         | Długość |
| --- | -------------------- | ------- |
| 1.  | „SHINE” (Video Clip) |         |
| 2.  | „Off Shot Movie”     |         |